# 追憶 (1973年の映画)
『追憶』（ついおく、The Way We Were）は、1973年のアメリカの恋愛映画。シドニー・ポラック監督。脚本を書いたアーサー・ローレンツは、コーネル大学時代に体験した学生運動を元にストーリーを練り上げた。

## あらすじ
政治活動に熱心で反戦主義のケイティーと、特に政治的傾向を持たない気ままなWASPのハベル。信条が正反対の2人は大学で出逢い、卒業後それぞれの道を進む。第二次世界大戦の最中、ケイティーは偶然ニューヨークで、軍人となったハベルと再会し恋人同士になる。ケイティーはハベルの友人らのブルジョア気質に馴染めず、2人は一時は別れそうになるが戦後結婚した。学生時代から小説を書き本を何冊か出版していたハベルは脚本家としてハリウッドで徐々に認められるようになる。
しかし、マッカーシズムの時代が幕を開け、ハベルらがよく集まる映画監督の家に赤狩りの盗聴器が仕掛けられていたのを知ると、ケイティーの政治思想が再燃し、妊娠中にもかかわらず同志らと政府へ抗議に行った。そのことでますます反政府的な言論が制限的になりハベルの仕事にも影響を及ぼし、ハベルはふとしたきっかけで昔の彼女と浮気をする。よりにもよって学生時代の女とのハベルの浮気を知ったケイティーは傷つき、ハベルもケイティーの理想主義に疲れ果て、2人の仲に深い亀裂が入り始める。離婚を決意した2人だったが、ハベルはケイティーが無事に女児を出産したのを見届けてからケイティーの元を去った。
それから時が経ち、ケイティーはニューヨークでハベルを偶然見かけて声をかけた。ハベルはケイティーの知らない女性と再婚し、ケイティーも再婚していたが相変わらずその日も政治活動に熱心だった。ケイティーは懐かしいハベルに、娘が綺麗に成長していることを告げ、夫婦同伴で家に遊びにきてと言った。だがハベルはそれはできないよと告げ、2人は穏やかにお互いを愛しげに抱擁し合いその場で別れた。

## キャスト
| 役名                 | 俳優                         | 日本語吹替                                                                                     | 日本語吹替 |
| 役名                 | 俳優                         | TBS版                                                                                          | 機内上映版 |
| -------------------- | ---------------------------- | ---------------------------------------------------------------------------------------------- | ---------- |
| ハベル･ガードナー    | ロバート・レッドフォード     | 有川博                                                                                         | 野沢那智   |
| ケイティ･モロスキー  | バーブラ・ストライサンド     | 弥永和子                                                                                       |            |
| J・J                 | ブラッドフォード・ディルマン | キートン山田                                                                                   |            |
| キャロル             | ロイス・チャイルズ           | 小宮和枝                                                                                       |            |
| ジョージ             | パトリック・オニール         | 平林尚三                                                                                       |            |
| フランキー           | ジェームズ・ウッズ           |                                                                                                |            |
| 不明 その他          |                              | 藤本譲 巴菁子 塚田正昭 竹口安芸子 小野健一 羽村京子 上山則子 島香裕 大滝進矢 菅原淳一 梅津秀行 |            |
| 日本語版製作スタッフ |                              |                                                                                                |            |
| 演出                 | 演出                         | 小山悟                                                                                         |            |
| 翻訳                 | 翻訳                         | 高橋京子                                                                                       |            |
| 効果                 | 効果                         | 遠藤堯雄/桜井俊哉                                                                              |            |
| 調整                 | 調整                         | 切金潤                                                                                         |            |
| 制作                 | 制作                         | 東北新社                                                                                       |            |
| 初回放送             | 初回放送                     | 1985年5月23日 『木曜ロードショー』                                                             |            |

## 音楽
- 主題歌「追憶」 - マーヴィン・ハムリッシュ作曲、1973年9月26日リリース[3]。
- サウンドトラックアルバム - 1974年1月30日リリース[4]。

## 賞
- 1973年 - アカデミー歌曲賞（主題歌バーブラ・ストライサンド「追憶」）。アカデミー作曲賞(マーヴィン・ハムリッシュ)。

## 余話
- 2000年に発売されたDVDのメイキング・ドキュメンタリーには、本編でカットされたシーンがインタビューの場面で取り入れられている。ケイティが車の運転をしていると、政治運動をしている女子学生がおり、昔の自分を思い出すシーンである。
- メイキングでは、ハベルとケイティが別れる理由も異なっているカットされたシーンが紹介されている。

## 参考資料
- 追憶(1973) - MOVIE WALKER PRESS
- DVD『追憶 コレクターズ・エディション』(2000年)